# John Penner
Pour les articles homonymes, voir Penner.
John Penner  (12 décembre 1931-5 mars 2003) est un éducateur et un homme politique provincial canadien de la Saskatchewan. Il représente la circonscription de Swift Current à titre de député du Nouveau Parti démocratique de 1991 à 1995.

## Biographie
Né à Swift Current en Saskatchewan, Penner obtient un baccalauréat en arts et un baccalauréat en éducation de l'Université de la Saskatchewan. Il enseigne ensuite durant plus de 30 ans dans une école secondaire de Swift Current et sert également comme vice-directeur et directeur. Après sa retraite de l'enseignement, il opère le Parkside Memorial Funeral Home de Swift Current et sert durant 12 ans comme président de la Western Credit Union Board.

## Carrière politique
Avant son entrée en politique provinciale, Penner siège au conseil municipal de Swift Current. Candidat néo-démocrate défait par Patricia Anne Smith en 1986, il est élu en 1991. Nommé ministre de l'Énergie et des Mines ainsi que ministre associé aux Finances, il se retire du cabinet en 1995 après avoir subi une crise cardiaque . Ne se représentant pas pour sa réélection, il meurt dans sa résidence de Swift Current à l'âge de 71 ans.